# XXIX Esposizione internazionale d'arte di Venezia
La 29ª Biennale Internazionale d'Arte di Venezia ebbe luogo dal 14 giugno al 18 ottobre 1958.

## Premi assegnati
Sono stati assegnati i seguenti premi:
Premio acquisto di Francesco Nullo: Maria Jarema
Premio Renato Carrain: Jules Lismonde, INTERNO (1958)
Premio Agenzia Giornalistica Italia: Palle Nielsen
Premio Presidenza del Consiglio dei Ministri per un pittore: Osvaldo Licini
Premio Presidenza del Consiglio dei Ministri per uno scultore: Umberto Mastroianni
Premio Comune di Venezia per un pittore: Mark Tobey
Premio Comune di Venezia per uno scultore: Eduardo Chillida
Premio Amministrazione Provinciale di Venezia per un disegnatore o incisore: Luigi Spacal e Fayga Ostrower
Premio acquisto - Banco di Roma: Gastone Breddo
Premio David. E. Bright Foundation per un pittore al di sotto dei 45 anni di età, che non abbia mai ottenuto premi internazionali alla Biennale di Venezia: Antoni Tàpies
Premio David. E. Bright Foundation per uno scultore al di sotto dei 45 anni di età, che non abbia mai ottenuto premi internazionali alla Biennale di Venezia: Kenneth Armitage
Premio David. E. Bright Foundation per un incisore al di sotto dei 45 anni di età, che non abbia mai ottenuto premi internazionali alla Biennale di Venezia: Vincent Hložník
Premio Astorre Meyer: Kenzo Okada
Premio Agenzia Giornalistica Italia: Palle Nielsen; FOGLI DI UNA SERIE INTITOLATA "ORFEO ED EURIDICE" (1955-1957)
Premio acquisto - Società Ceramica Richard Ginori: Franco Gentilini
Premio acquisto - Giulio Einaudi Editore: Mario Radice
Premio Regione Trentino-Alto Adige: Mario Negri
Premio Commissariato per il Turismo: Giulio Turcato
Premio FIAT: Luigi Montanarini
Premio Enrico Prampolini destinato a un giovane pittore italiano: Emilio Scanavino
Premio Fondazione Francesco Tursi destinato a un giovane pittore veneto: Saverio Barbaro
Premio Istituto Internazionale d'Arte Liturgica - Scultura
- Fritz Koenig, GOLGOTA (1957)
- Carmelo Cappello, CRISTO E I DUE LADRONI (1955)
- Angelo Biancini, CROCEFISSO (1957)

Premio Istituto Internazionale d'Arte Liturgica - Pittura
- Alfred Manessier; CORONA DI SPINE (1952)

Premio Istituto Internazionale d'Arte Liturgica - Bianco e nero
- Stanley William Hayter; GEORGES HUGNET "APOCALISSE", SEI ILLUSTRAZIONI DI HAYTER

- Karl Schmidt-Rottluff; VERSO EMMAUS (1918)
- Marcelo Grassmann; I TRE RE

- Ernest Zmeták; FUGA IN EGITTO (1947)
- Jakob Steinhardt; GEREMIA (1957)

Premio UNESCO: Kenzo Okada e Antoni Tàpies
Premio Comitato Veneziano "Messa degli artisti" - Associazione degli industriali di Venezia: Lorenzo Pepe; L'ANNUNCIATA - FIGURA (1956)
Premio acquisto - Pro Civitate Christiana: Francesco Menzio; CROCIFISSO (1958) e Hans Wimmer; STAZIONE DELLA VIA CRUCIS (1954)
Premio Gennaro Favai - Rotary Club: Renato Borsato

## Artisti partecipanti
- Kenneth Armitage
- Enrico Baj
- Julius Bissier
- Georges Braque
- Jean Brusselmans
- Alberto Burri
- Eduardo Chillida
- Alan Davie
- Piero Dorazio
- Amedeo Fiorese
- Lucio Fontana
- Nino Franchina
- Johnny Friedlaender
- Franco Gentilini
- Werner Gilles
- Karl Otto Götz
- Marcello Grassmann
- Jørgen Haugen Sørensen
- Otto Herbert Hajek
- Jasper Johns
- Wassily Kandinsky
- Gustav Klimt
- Fritz Koenig
- Alfred Manessier
- André Masson
- Mario Negri
- Palle Nielsen
- Kenzo Okada
- Fayga Ostrower
- Otto Pankok
- Antoine Pevsner
- Hans Platschek
- Mario Radice
- Germaine Richier
- Mark Rothko
- Karl Schmidt-Rottluff
- Johanna Schütz-Wolff
- Emil Schumacher
- William Scott
- Lasar Segall
- David Smith
- K.R.H. Sonderborg
- Luigi Spacal
- Richard Stankiewicz
- Jacob Steinhardt
- Gabrijel Stupica
- Antoni Tàpies
- Fred Thieler
- Mark Tobey
- Heinz Trökes
- Alberto Viani
- Wilhelm Wessel
- Hans Wimmer
- Wols
- Ernst Zmetak